# Salda d'amido
La salda d'amido è un gel a base di amido, utilizzato in laboratorio di analisi chimica come indicatore redox nelle titolazioni iodometriche e iodimetriche per via della sua capacità di formare complessi di colore blu scuro con lo iodio. Si ottiene solubilizzando in acqua calda l'amido che gelifica una volta fatta raffreddare la soluzione.

## Preparazione
Si bagnano 2 grammi di amido in polvere con 15-20 mL di acqua fredda e si versa il tutto in 100 mL di acqua bollente sotto costante agitazione.  Si lascia bollire per qualche minuto, dopodiché si fa raffreddare per ottenere il gel. La salda d'amido è una sostanza sensibile alle alte temperature e che decompone per azione batterica, va quindi conservata lontana da fonti di calore e in recipienti di vetro scuro, in modo da non far passare la luce. Nella fase di preparazione possono essere aggiunti opportuni battericidi, come ioduro mercurico o acido salicilico.

## Formazione del complesso

A sinistra il complesso dell'amilosio con lo ione triioduro, a destra la struttura del monomero di glucosio.

In soluzione acquosa e in presenza di iodio molecolare (I2) e dello ione ioduro (I−) si ha la formazione dello ione triioduro (I3−)
{\displaystyle {\ce {I2 + I- -> I3-}}}
Si ritiene che tale ione venga adsorbito dalla frazione di amilosio presente nella salda d'amido, venendo incluso nella struttura ad elica con la formazione di un complesso di colore blu-violaceo. I meccanismi chimici per cui avviene l'adsorbimento, tuttavia, non sono ancora del tutto chiari.